# Tanjungan (Wedi)
Tanjungan is een bestuurslaag in het regentschap Klaten van de provincie Midden-Java, Indonesië. Tanjungan telt 1691 inwoners (volkstelling 2010).